# Liste des voies du 8e arrondissement de Lyon

La liste des voies du 8e arrondissement de Lyon présente les différentes rues, quais, passages, montées et impasses du 8e arrondissement de la ville de Lyon, chef-lieu du département du Rhône et de la région Auvergne-Rhône-Alpes, en France.
- Haut – A
- B
- C
- D
- E
- F
- G
- H
- I
- J
- K
- L
- M
- N
- O
- P
- Q
- R
- S
- T
- U
- V
- W
- X
- Y
- Z

## 0-9
- Place du 8-Mai-1945
- Place du 11-Novembre-1918

## A
- Rue de l'Abbé-Laurent-Remillieux
- Allée Adolphe-Lafont
- Impasse Albert
- Rue Albert-Morel
- Cours Albert-Thomas
- Passage des Alouettes
- Rue des Alouettes
- Rue Alphonse-Rodet
- Place Ambroise-Courtois
- Boulevard Ambroise-Paré
- Square des Amériques
- Place André-Latarjet
- Promenade Andrée-Dupeyron
- Impasse Antoine-Dumont
- Rue Antoine-Fonlupt
- Rue Antoine-Lumière
- Rue Antoine-Péricaud
- Rue de l'Argonne
- Impasse Arlette
- Place d'Arsonval
- Rue des Artisans
- Rue Audibert-et-Lavirotte
- Rue Auguste-Chollat
- Rue Auguste-Pinton

## B
- Impasse Baraille
- Rue Bataille
- Impasse de la Baudette
- Impasse Bazat
- Impasse Beauvisage
- Place Belleville
- Rue Benoît-Bernard
- Rue Berchet
- Impasse Berchet
- Rue Berthe-Morisot
- Avenue Berthelot
- Rue Berty-Albrecht
- Rue du Bocage
- Impasse Brachet

## C
- Rue Capitaine-Élisabeth-Boselli
- Allée du Capitaine-Frank-Labois
- Rue Catherine-Favre
- Impasse Caton
- Rue Challemel-Lacour
- Rue Chalumeaux
- Rue de Champagneux
- Impasse Chanas
- Rue Chantal-Sandrin
- Rue Charles-Jung
- Rue Charpentier
- Montée Chaussagne
- Rue Claude-Violet
- Impasse du Clos-Florent
- Rue Colette
- Rue Colonel-Arnaud-Beltrame
- Impasse Colonel-Lamy
- Rue du Commandant-Caroline-Aigle
- Rue Commandant-Pégout
- Passage Comtois
- Rue de la Concorde
- Rue Croix-Barret

## D
- Rue Denis-Père-et-Fils
- Rue du Docteur-Armand-Gélibert
- Rue du Docteur-Bonhomme
- Rue du Docteur-Carrier

## E
- Boulevard Edmond-Michelet
- Rue Édouard-Nieuport
- Rue Édouard-Rochet
- Rue de l'Égalité
- Rue Émile-Combes
- Rue de l'Épargne
- Boulevard des États-Unis
- Rue de l'Éternité
- Avenue de l'Europe

## F
- Impasse Ferret
- Rue Feuillat
- Rue Florent
- Avenue Francis-de-Pressensé
- Rue de la Fraternité
- Avenue des Frères-Lumière
- Place des Frères-Voisin
- Rue Frida-Kahlo

## G
- Impasse Gantz
- Rue Gabriel-Sarrazin
- Rue Garon-Duret
- Rue Gaston-Brissac
- Rue Gaston-Cotte
- Rue Général-André
- Avenue Général-Frère
- Rue du Général-Gourod
- Rue Genton
- Rue Guillaume-Paradin

## H
- Rue Henri-Pensier
- Rue Henri-Barbusse
- Rue des Hérideaux
- Rue Hugues-Guérin

## J
- Rue Jacqueline-Auriol
- Rue des Jasmins
- Rue Jean-Chevailler
- Rue Jean-Desparmet
- Impasse Jean-Jaurès
- Impasse Jean-Ladous
- Avenue Jean-Mermoz
- Place Jean-Mermoz
- Rue Jean-Perréal
- Rue Jean-Sarrazin
- Boulevard Jean-XXIII
- Rue Joseph-Challier
- Rue Joseph-Chapelle
- Espace Josette-Berlioz
- Impasse Jouhet
- Rue Jules-Cambon
- Rue Jules-Froment
- Rue Jules-Valensaut
- Place Julie-Daubié
- Place Julien-Duret

## L
- Rue Laënnec
- Boulevard Laurent-Bonnevay
- Rue Laurent-Carle
- Promenade Léa-et-Napoléon-Bullukian
- Rue Léo-et-Maurice-Trouilhet
- Rue des Lilas
- Rue Longefer
- Rue Louis-Cézard
- Rue Louis-Chapuy
- Rue Louis-Hugonnencq
- Rue Louis-Jouvet
- Place Louis-Lebret
- Rue Louis-Tixier
- Impasse Lucien-Ladous
- Rue Ludovic-Arrachart

## M
- Rue des Maçons
- Place Marc-Sangnier
- Rue Marius-Berliet
- Impasse Martin
- Rue Maryse-Bastié
- Rue de la Meuse
- Rue Miriam-Makéba
- Rue de Montagny
- Petite rue de Montplaisir
- Rue Montvert
- Rue du Moulin-à-Vent
- Rue de la Moselle

## N
- Rue de Narvik
- Rue Neuve-de-Monplaisir
- Rue Nungesser-et-Coli
- Rue de Nice
- Square Normandie-Niémen

## P
- Impasse Patay
- Impasse Paul-Cazeneuve
- Rue Paul-Cazeneuve
- Avenue Paul-Santy
- Rue Philippe-Fabia
- Rue Pierre-Delore
- Avenue Pierre-Millon
- Rue Pierre-Sonnerat
- Rue Pierre-Verger
- Boulevard Pinel
- Impasse des Platanes
- Rue du Presbytère
- Rue du Premier-Film
- Rue Président-Krüger
- Rue du Professeur-Beauvisage
- Rue du Professeur-Joseph-Nicolas
- Place du Professeur-Joseph-Renaud
- Rue du Professeur-Joseph-Renaud
- Rue du Professeur-Kleinclausz
- Rue Professeur-Leriche
- Rue Professeur-Marcel-Dargent
- Rue Professeur-Morat
- Rue du Professeur-Paul-Sisley
- Rue Professeur-Ranvier
- Rue du Professeur-Rollet
- Rue du Professeur-Tavernier
- Rue du Professeur-Victor-Despeignes
- Rue du Puisard
- Impasse Puiseurs

## R
- Passage Ranvier
- Square René-Picaud
- Rue Rochambeau
- Avenue Rockefeller
- Rue Rosa-Bonheur
- Rue des Roses
- Rue de la Rosière

## S
- Rue Saint-Agnan
- Rue Saint-Alban
- Rue Saint-Firmin
- Rue Saint-Fulbert
- Impasse Saint-Gervais
- Rue Saint-Gervais
- Rue Saint-Hippolyte
- Rue Saint-Mathieu
- Rue Saint-Maurice
- Rue Saint-Nestor
- Rue Saint-Romain
- Rue Saint-Théodore
- Rue Saint-Vincent-de-Paul
- Rue Santos-Dumont
- Rue Seignemartin
- Rue des Serpollières
- Rue de la Solidarité
- Impasse Stéphane-Coignet
- Rue Stéphane-Coignet
- Rue de Surville

## T
- Rue Théodore-Lévigne
- Rue Thomas-Blanchet
- Rue Toussaint-Mille
- Rue Thénard
- Passage Tramuset
- Rue du Transvaal
- Rue des Tuiliers

## V
- Rue Varichon
- Rue Victor-et-Roger-Thomas
- Rue Victor-de-Laprade
- Route de Vienne
- Rue Villon
- Avenue Viviani
- Rue Volney

## W
- Rue Wakatsuki

## X
- Rue Xavier-Privas